# Рапперсвиль-Йона
Рапперсвиль-Йона (нем. Rapperswil-Jona) — коммуна в Швейцарии, в кантоне Санкт-Галлен. Согласно критериям Федерального статистического управления имеет статус города.
Входит в состав округа Зе-Гастер. Население составляет 25 636 человек (на 31 декабря 2007 года). Официальный код — (3340).
Коммуна образована 1 января 2007 года при объединении коммун Рапперсвиль и Йона. Помимо этих крупных населённых пунктов включает также Боллинген, Бускирх, Куртиберг, Кемпратен, Ваген и Вурмсбах.
В 2003 году Рапперсвиль-Йона принимала чемпионат мира по спортивному ориентированию.

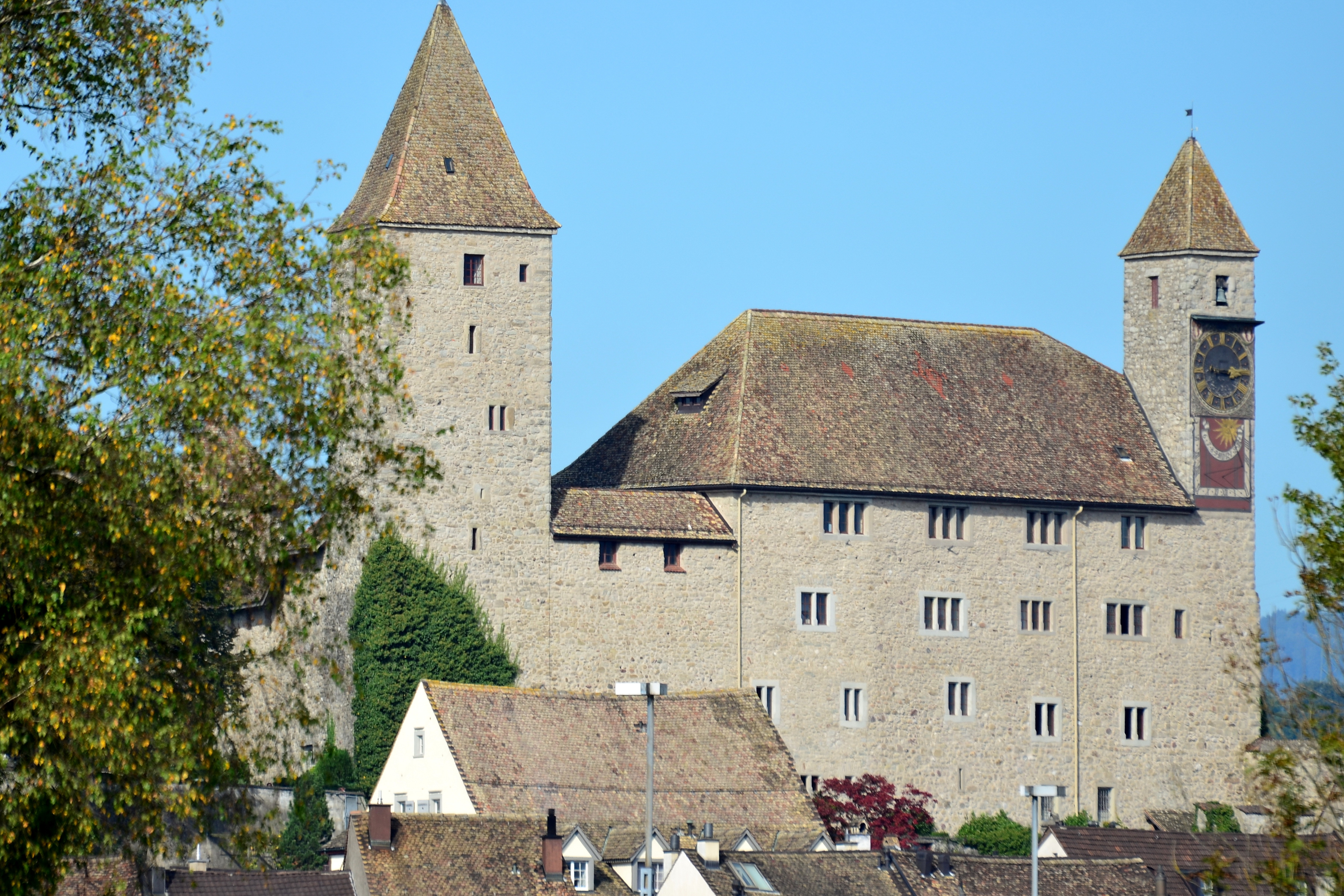
Замок в Рапперсвиле
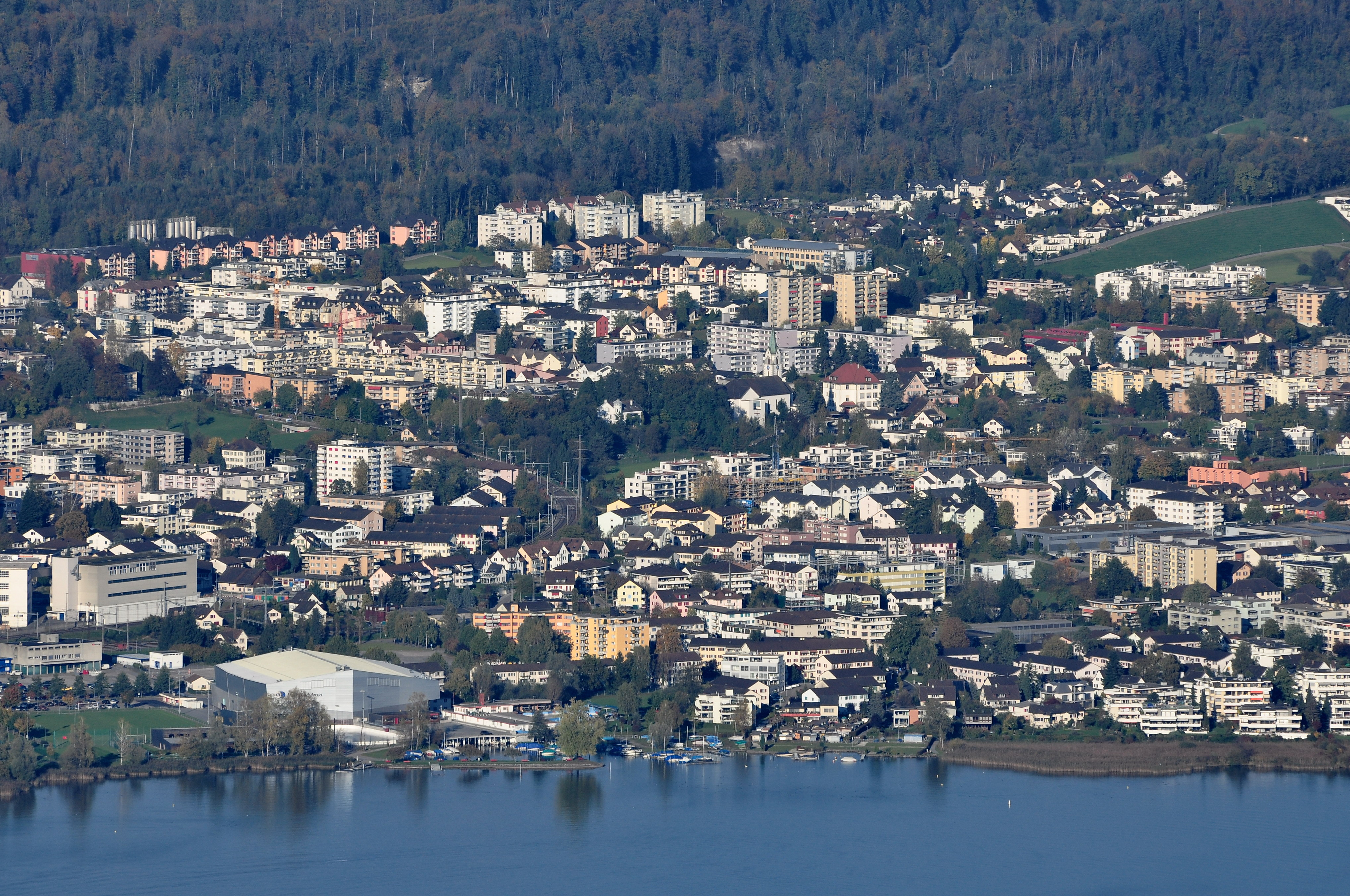
Йона